# Reprezentacja Anglii U-19 w piłce nożnej mężczyzn
Reprezentacja Anglii U-19 w piłce nożnej - juniorska reprezentacja Anglii, sterowana przez The Football Association. Jest powoływana przez selekcjonera, w niej występować mogą wyłącznie zawodnicy posiadający obywatelstwo angielskie i którzy w momencie przeprowadzania imprezy docelowej (finałów Mistrzostw Europy) nie przekroczyli 19 roku życia.
Największym sukcesem reprezentacji było wicemistrzostwo Europy do lat 19 w roku 2005 i 2009.

## Występy w ME U-19
- 2002: Faza grupowa
- 2003: Faza grupowa
- 2004: Nie zakwalifikowała się
- 2005: 2 miejsce
- 2006: Nie zakwalifikowała się
- 2007: Nie zakwalifikowała się
- 2008: Faza grupowa
- 2009: 2 miejsce
- 2010: Półfinał
- 2011: Nie zakwalifikowała się

## Obecny skład
| Aktualny skład reprezentacji Anglii U-19 w piłce nożnej |         |                  |                      |                   |
| Trener → Noel Blake                                     |         |                  |                      |                   |
| Nr                                                      | Pozycja | Imię i nazwisko  | Data urodzenia       | Klub              |
| 1                                                       | BR      | Samuel Johnstone | 25 marca 1993        | Manchester United |
| 2                                                       | OB      | James Hurst      | 31 stycznia 1992     | WBA               |
| 3                                                       | OB      | Jack Robinson    | 1 września 1993      | Liverpool         |
| 4                                                       | OB      | Andre Wisdom     | 9 maja 1993          | Liverpool         |
| 5                                                       | OB      | Jamaal Lascelles | 11 listopada 1993    | Nottingham Forest |
| 6                                                       | OB      | George Taft      | 29 lipca 1993        | Leicester City    |
| 7                                                       | PO      | Alex Chamberlain | 15 sierpnia 1993     | Southampton       |
| 8                                                       | OB      | Conor Coady      | 25 lutego 1993       | Liverpool         |
| 9                                                       | NA      | Michael Ngoo     | 23 października 1992 | Liverpool         |
| 10                                                      | PO      | Joshua McEachran | 1 marca 1993         | Chelsea F.C.      |
| 12                                                      | OB      | Kieran Kennedy   | 23 września 1993     | Manchester City   |
| 13                                                      | BR      | Jack Butland     | 10 marca 1993        | Birmingham        |
| 14                                                      | PO      | George Thorne    | 4 stycznia 1993      | WBA               |
| 15                                                      | PO      | Harry Kane       | 28 lipca 1993        | Tottenham         |
| 16                                                      | PO      | Luke Williams    | 11 czerwca 1993      | Middlesbrough     |
| 17                                                      | PO      | Jordan Obita     | 8 grudnia 1993       | Reading           |
| 18                                                      | NA      | Saido Berahino   | 4 sierpnia 1993      | WBA               |
| ?                                                       | NA      | Benik Afobe      | 12 lutego 1993       | Arsenal F.C.      |